# Paid in Full (film, 2002)
Pour les articles homonymes, voir Paid in Full.
Pour plus de détails, voir Fiche technique et Distribution.
Paid in Full est un film américain réalisé par Charles Stone III (en) et sorti en 2002. Le film est produit par la filiale cinéma du label Roc-A-Fella Records. Il met en scène certains artistes du label. Il s'inspire que la vie du dealer Azie Faison (en) surnommé « AZ ».

## Synopsis
À Harlem dans les années 1980, Ace observe avec envie les voitures luxueuses et les beaux vêtements de ses amis Mitch et Calvin, trafiquants de cocaïne. Un jour, Ace rencontre par hasard Luis « Lulu » Lujano dans le luxueux appartement de ce dernier. Ace va vite être attiré dans l'argent facile liée au trafic de drogue. Alors qu'il devient quelqu'un d'important, Ace se rend compte que son succès rapide va lui attirer des ennuis.
Ace est un jeune homme qui vit avec sa mère et sa sœur dans le ghetto de Harlem et qui travaille dans un magasin de nettoyage à sec. Le petit ami de sa sœur, Calvin, est un trafiquant de cocaïne prospère tandis que l'ami proche d'Ace, Mitch, est un trafiquant de drogue populaire et flashy. Bien qu'ils promettent tous les deux une vie d'argent facile, de voitures chères et de femmes, Ace décide de vivre une vie respectueuse des lois. Au travail, Ace trouve de la cocaïne dans le pantalon d'un de ses clients. Le client, Lulu, est un fournisseur de cocaïne qui laisse Ace garder la drogue. Lorsque Calvin est arrêté pour trafic de drogue, Ace rencontre l'un de ses clients et lui vend facilement la cocaïne pour 100 $. Impressionné, Ace retourne à Lulu pour vendre plus de cocaïne.
Lulu dispose d'un approvisionnement en cocaïne de qualité supérieure qu'Ace vend dans la rue à bas prix, attirant rapidement les clients des autres trafiquants de drogue. Ace commence à vendre en gros son produit à d'autres revendeurs du quartier, convaincu que tout le monde peut gagner de l'argent et être heureux. Pendant ce temps, Mitch est arrêté pour avoir tué un braqueur qui a volé l'un de ses employés. Lorsqu'une bagarre éclate entre Mitch et un autre détenu, Mitch est aidé par Rico, détenu à East Harlem, qui impressionne Mitch par sa férocité et sa démonstration de soutien. Mitch est capable de battre son accusation de meurtre et lui et Rico rejoignent l'empire de la drogue d'Ace lorsqu'ils sont libérés de prison. Le trio devient riche, achète des voitures étrangères, des bijoux et du champagne cher. Ace reste discret, Mitch revient à sa vie d'arnaqueur populaire tandis que Rico est un exécuteur impitoyable qui inquiète Ace avec son comportement trop zélé et très médiatisé.
Lorsque Calvin est libéré de prison, Ace accepte de lui donner un produit à vendre dans son ancien spot de drogue, mais Calvin devient rapidement insatisfait de ce qu'il considère comme une position marginale. Quand Ace refuse de laisser Calvin diriger son ancien bloc, Calvin riposte en tentant de voler Ace dans l'appartement de sa tante June, retenant June et Dora en otage. Quand Ace est incapable d'ouvrir le coffre-fort, June et Dora sont exécutées par Calvin alors qu'un autre associé tire sur Ace dans la tête, le laissant pour mort. Malgré ses blessures, Ace survit car le bébé est né la même nuit. Ressentant les effets physiques et psychologiques de la fusillade, Ace décide de quitter le trafic de drogue.
Rico tente d'apaiser les inquiétudes d'Ace en révélant qu'il a tué Calvin pour montrer aux ennemis potentiels que l'organisation est forte. Ace est fortement en désaccord avec l'initiative de Rico et reste ferme dans sa position de prendre sa retraite. Mitch comprend le point de vue d'Ace selon lequel le jeu de la drogue ne rend pas la pareille à l'amour ou à la générosité. Mitch décide de rester dans le jeu de la drogue parce qu'il aime l'agitation, se comparant aux basketteurs professionnels qui continuent de rechercher la gloire malgré avoir assez d'argent pour prendre leur retraite. Ace décide de laisser Mitch et Rico prendre le relais, jurant de présenter Mitch à son fournisseur de drogue.
Pendant qu'Ace se remet, le petit frère de Mitch, Sonny, est kidnappé contre rançon. Mitch tend la main à Ace qui lui fournit suffisamment de cocaïne pour payer la rançon de Sonny et permettre à Mitch et Rico de reprendre leurs activités. Mitch fait appel à Rico pour aider à vendre la cocaïne pour payer la rançon, mais Rico tue à la place Mitch et vole la cocaïne. Soupçonneux, Ace interroge Rico qui prétend n'avoir pas vu Mitch le jour où il a été tué. Ace sait qu'il ment et règle le problème en lui donnant le contact avec une paire d'agents infiltrés du FBI à qui il avait parlé et qu'il avait évité auparavant. Rico est arrêté et est vu pour la dernière fois en garde à vue, donnant des informations sur ses relations avec la drogue à Washington DC afin d'éviter une peine de 25 à perpétuité. Il refuse de donner des informations sur qui que ce soit à Harlem, dans l'intention de récupérer son poste lorsqu'il sera finalement libéré de prison. L'enlèvement de Sonny et le meurtre qui a suivi ont été orchestrés par son propre oncle qui en voulait à Mitch de ne pas lui avoir fourni d'argent et de l'avoir expulsé de l'appartement de sa famille. Ace se retire de la pègre et se refait une vie avec sa famille en utilisant des diamants qu'il avait précédemment trouvés dans l'appartement de Lulu.

## Fiche technique
Sauf indication contraire, les informations mentionnées dans cette section peuvent être confirmées par la base de données cinématographiques IMDb,  présente dans la section « Liens externes ».
- Titre original et français : Paid in Full
- Réalisation : Charles Stone III (en)
- Scénario : Matthew Cirulnick et Thulani Davis , d'après le précédent script d'Azie Faison Jr. et Austin Phillips
- Musique : Frank Fitzpatrick et Vernon Reid
- Direction artistique : Brandt Gordon
- Décors : Maher Ahmad
- Costumes : Suzette Daigle et Abram Waterhouse
- Photographie : Paul Sarossy
- Montage : Patricia Bowers et Bill Pankow
- Production : Damon Dash, Jay-Z, Brett Ratner

Coproducteurs : Lisa Niedenthal
Producteurs délégués : Jesse Berdinka et Ron Rotholz
Producteur associé : Cha-ka Pilgrim
- Sociétés de production : Roc-A-Fella Films, Loud Films, Rat Entertainment et Dimension Films
- Société de distribution : Miramax
- Budget : n/a
- Pays de production :  États-Unis
- Langue originale : anglais
- Format : couleur
- Genre : drame et film de gangsters
- Durée : 98 minutes
- Dates de sortie[1] :
  - États-Unis : 9 août 2002 (Urbanworld Film Festival)
  - États-Unis : 25 octobre 2002
  - France : 8 décembre 2005 (directement en DVD)
- Classification[2] :
  - États-Unis : R
  - France : interdit aux moins de 16 ans

## Distribution
- Wood Harris (VF : Serge Faliu) : Ace
- Mekhi Phifer (VF : Didier Cherbuy) : Mitch (inspiré de Rich Porter (en))
- Cameron « Cam'ron » Giles (VF : Diouc Koma) : Rico (inspiré de Alpo Martinez (en))
- Esai Morales (VF : Bruno Choël) : Luis « Lulu » Lujano
- Chi McBride (VF : Med Hondo) : Pip
- Elise Neal : June
- Kevin Carroll (en) (VF : Alexis Tomassian) : Calvin
- Cynthia Martells (VF : Isabelle Leprince) : Dora
- Remo Green : Sonny
- Regina Hall (VF : Fily Keita) : Kiesha
- Ron Cephas Jones : Ice
- Damon Dash : Cruiser
- N.O.R.E. (VF : Gilles Morvan) : Runner
- Doug E. Fresh : lui-même
- Angie Martinez : une femme dans la voiture de Calvin

## Production
Le film s'inspire que la vie du dealer Azie Faison (en) surnommé « AZ ». Azie Faison écrit lui-même un premier script avec l'aide d'Austin Phillips. Il présente ensuite le projet à Damon Dash, cofondateur du label Roc-A-Fella Records avec Jay-Z. Azie Faison Jr. accusera plus tard Damon Dash, producteur du film, d'avoir massivement modifié et édulcoré son scénario. Azie explique que son script initiale était davantage un plaidoyer anti-drogue avec une analyse sociale sur les effets des drogues sur la communauté afro-américaine. Selon lui, Damon Dash en a fait un simple outil marketing pour promouvoir les artistes du label.
Le tournage a lieu à New York ainsi qu'en Ontario au Canada.

## Bande originale
La musique originale du film est composée par Frank Fitzpatrick et Vernon Reid. Le double album de la bande originale, commercialisé par Roc-A-Fella et Def Jam, contient cependant les chansons du films ainsi que des chansons « inspirées par le film » des artistes des labels. L'album atteint la 10e place du Top R&B/Hip-Hop Albums.

### Liste des titres
Disque 1
1. Paid in Full - 3:46 (Eric B. & Rakim)
2. The Show - 4:26 (Doug E. Fresh & Slick Rick)
3. New Generation - 5:00 (The Classical Two)
4. Gangster Shit - 5:00 (Mob Style)
5. The Bridge Is Over - 4:01 (Boogie Down Productions)
6. I Got It Made - 3:41 (Special Ed)
7. Fool's Paradise - 4:11 (Meli'sa Morgan)
8. Before I Let Go - 5:01 (Frankie Beverly & Maze)
9. In the Air Tonight - 7:17 (Phil Collins)
10. Goodbye Love - 4:56 (Guy)

Disque 2
1. Champions - 6:12 (Dame Dash, Kanye West, Beanie Sigel, Cam'ron, Young Chris & Twista)
2. Roc Army - 2:57 (Jay-Z, Cam'ron & State Property)
3. Bout It Bout It..., Pt. 3 - 5:20 (The Diplomats & Master P)
4. One for Peedi Crakk - 4:49 (State Property)
5. 1, 2 Y'all - 5:45 (Memphis Bleek, Jay-Z, Lil' Cease & Geda K)
6. Don't You Know - 3:30 (Jay-Z)
7. You Know What I Want - 3:40 (Cam'ron)
8. I'm Ready - 4:44 (The Diplomats)
9. Ghost - 5:10 (Rick Vocals)
10. Home of Philly - 4:13 (Young Chris & Beanie Sigel)
11. Alright - 5:27 (Allen Anthony)
12. City - 4:01 (M.O.P. & Lil' Red)
13. I Am Dame Dash - 3:27 (Dame Dash & The Diplomats)
14. Fantasy Real - 3:16 (Frankie & Freeway)
15. On & Poppin’ - 3:30 (Oschino & Sparks)
16. Brooklyn Girl - 4:01 (M.A.J.)

## Citation
Dans la série télévisée Run the world (épisode 6 de la deuxième saison), on voit Jason aborder pour la première fois Renee en disant « Tout va bien à Harlem, ma belle ? », ce à quoi Renee répond « Oh bon sang c'est Paid in Full, c'est mon film préféré ».

## Suite
En janvier 2022, Damon Dash révèle qu'une suite est envisagée.

### Article annexe
- Psychotrope au cinéma et à la télévision